# Schanze des Friedens
Schanze des Friedens (początkowo Sachsenschanze) – nieistniejąca skocznia narciarska w niemieckiej miejscowości Geising o punkcie konstrukcyjnym K65.

## Historia
Skocznia została otwarta w 1908 roku. W tym samym roku odbyły się inauguracyjne zawody na skoczni Sachsenschanze, którymi były mistrzostwa Saksonii. W 1937 r. odbyły się tutaj mistrzostwa Niemiec, które obejrzało ponad 40 000 widzów. W 1941 roku, z okazji wojskowych mistrzostw Niemiec, skocznię odbudowano. W konkursie wystartowali tacy zawodnicy jak: Josef Bradl (autor pierwszego ponadstumetrowego skoku) czy Rudi Gehring (rekordzista świata z wynikiem 118 metrów). Najdłuższy skok uzyskał jednak Hans Marr, który skoczył 72 metry, tym ustanawiając rekord skoczni.
Po wojnie skocznię nazwano Schanze des Friedens. Ostatnie zawody w historii skoczni odbyły się w 1960 roku. Latem 1962 roku zniszczona wieża najazdowa została wysadzona.

### Informacje o skoczni
- Rok konstrukcji – 1908
- Punkt konstrukcyjny – 65 m
- Rekord skoczni: – 72 m Hans Marr  Niemcy